# Passagem (kommun i Brasilien, Paraíba)
Passagem är en kommun i Brasilien.   Den ligger i delstaten Paraíba, i den östra delen av landet, 1 500 km nordost om huvudstaden Brasília. Antalet invånare är 2 233. Arean är 112 kvadratkilometer.
Terrängen i Passagem är kuperad österut, men västerut är den platt.
Omgivningarna runt Passagem är huvudsakligen savann. Runt Passagem är det glesbefolkat, med 20 invånare per kvadratkilometer.